# ياروسلاف الثالث
ياروسلاف الثالث(1230 – 1272) هو ابن الأمير ياروسلاف الثاني. وهو أمير تفير والأمير المعظم في فلاديمير وأمير نوفغورود.
ولد عام 1230 في مدينة برياسلافل.
سنة 1252 شارك النضال بين ألكسندر نيفيسكي واندريه الثاني،وانجاز إلى جانب اندريه،الذي تمرد على القبيلة الذهبية.
تولى عام 1253 الحكم في بسكوف ثم في نوفغورود لكنه تخلى فيما بعد عن عرش نوفغورود خشية من انتقام اخيه الكسندر نيفسكي. وفي عام 1262 شارك مع ابن عمه دميتري في الحروب مع ليفونيا اسفرت على الاستيلاء على قلعة ديربت. وتربع على عرش فلاديمير عام 1264 بعد وفاة اخيه ألكسندر.
في عام 1266 طرد سكان نوفغورود الأمير دميتري ودعوا ياروسلاف الثالث للحكم في المدينة.وتزوج ياروسلاف من كسينيا يوريفنا،وهي ابنة أحد الموظفين في نوفغورود.
توجه ياروسلاف عام 1271 إلى القبيلة الذهبية فمات في طريق العودة منها في 16 سبتمبر/آيلول عام 1272.